# The Ten American Painters

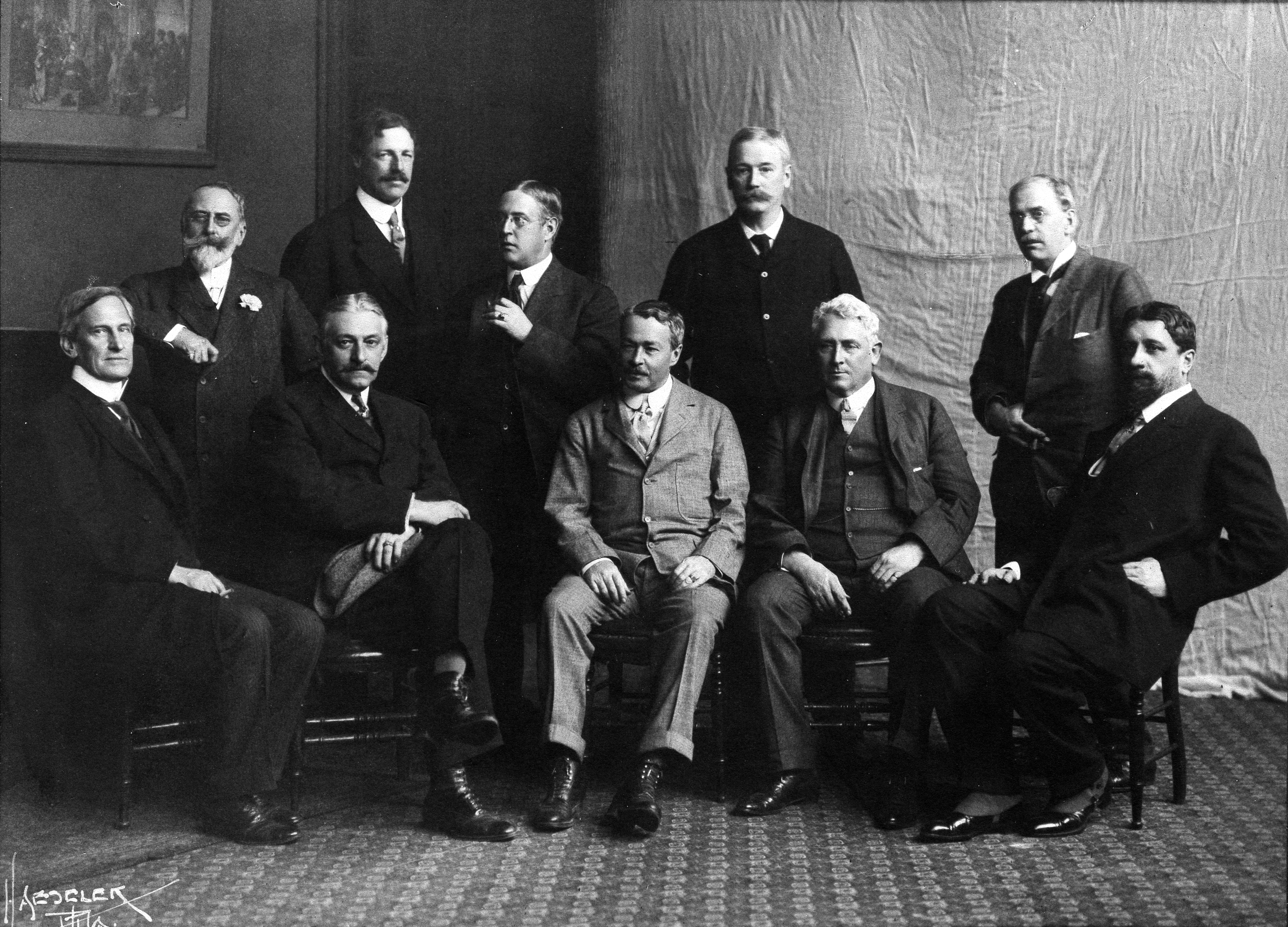
The Ten en 1908

The Ten American Painters (también conocido como The Ten) fue un grupo de pintores formado en 1898 para exponer sus obras como un grupo unificado. John Henry Twachtman, J. Alden Weir y Childe Hassam fueron los impulsores detrás de la organización del grupo. Insatisfechos con el conservadurismo del establishment del arte estadounidense, los tres artistas reclutaron a otros siete pintores de su estilo de Boston, de Nueva York y de otros lugares de la costa este, con la intención de crear una sociedad de exposición que valorara su visión de la originalidad, la imaginación y la calidad de la exhibición. Los Diez lograron éxito popular y crítico, y se mantuvieron unidos dos décadas antes de disolverse.

## Fundación

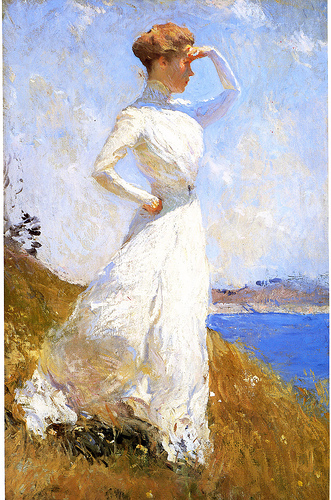
Frank W. Benson - Summer

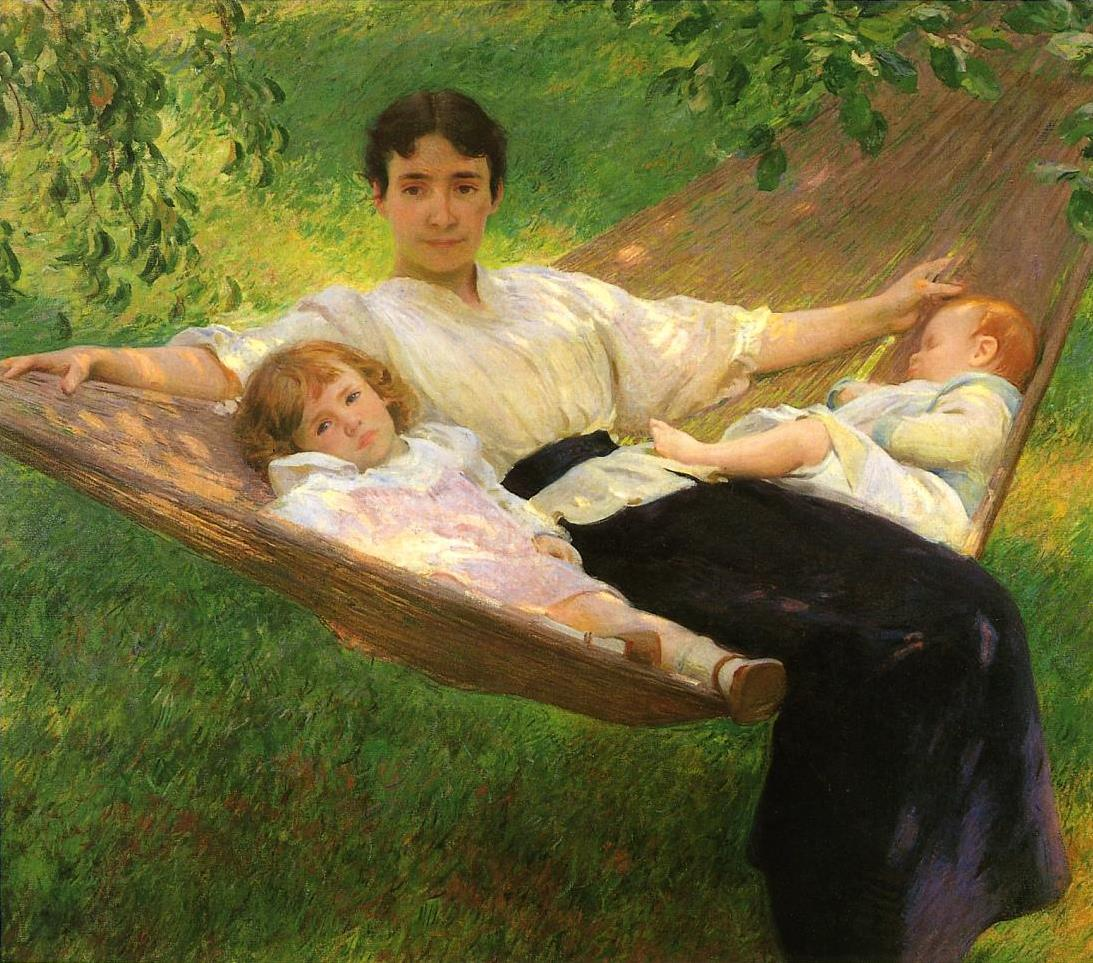
Joseph DeCamp The Hammock 1895

En Estados Unidos, los estilos de pintura populares generalmente se originaban en la costa este en ciudades como Nueva York y Boston. The Ten continuó una tradición de artistas que forman nuevos grupos en reacción a la falta de apoyo de los grupos de artistas existentes. Por lo tanto, la Academia Nacional de Diseño (fundada en 1825 por estudiantes insatisfechos con el conservadurismo de la antigua Academia Estadounidense de Bellas Artes) finalmente se volvió demasiado conservadora para adaptarse a los artistas que en 1877 iniciaron la Sociedad de Artistas Estadounidenses para que poder reunirse y exponer su trabajo como colectivo. The Ten American Painters nació de este grupo en 1898, cuando Twachtman, Weir y Hassam encontraron que la Sociedad era hostil al estilo impresionista que habían adoptado. Esto fue considerado un movimiento audaz por el público en general, pero la Sociedad de Artistas Estadounidenses sintió que era más fácil dejar ir a los miembros que se iban que apaciguarlos.

## Impresionismo

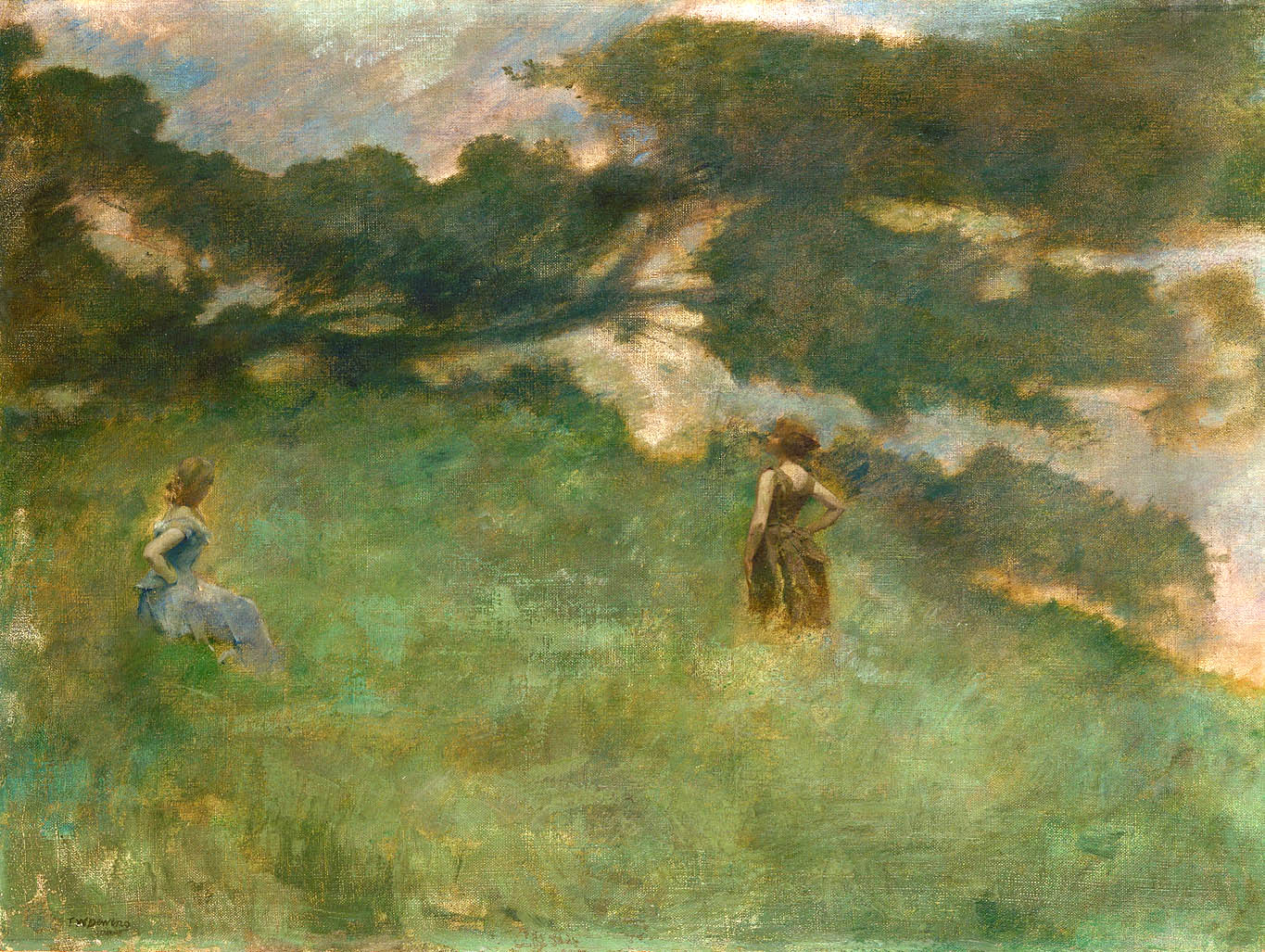
Thomas Wilmer Dewing - The Hermit Thrush - 1890

El impresionismo fue un movimiento artístico francés que surgió en la década de 1860 y fue adoptado por pintores estadounidenses a fines del siglo XIX. Pintores como Edgar Degas, Claude Monet y Auguste Renoir son generalmente considerados los maestros del movimiento impresionista. La pintura impresionista se distingue por el uso de pequeños toques de color que causan que la pintura reproduzca bien los efectos lumínicos, pero pierda nitided si se mira de cerca.

## Miembros
Los miembros fundadores de The Ten fueron Frank Weston Benson, Joseph Rodefer DeCamp, Thomas Wilmer Dewing, Childe Hassam, Willard Leroy Metcalf, Robert Reid, Edward Simmons, Edmund C. Tarbell, John Henry Twachtman y J. Alden Weir. Todos eran exmiembros de la Sociedad de Artistas Estadounidenses. Winslow Homer rechazó la invitación para unirse al grupo; Abbott Handerson Thayer aceptó ser miembro pero se retiró antes de la primera exposición del grupo. Después de que JH Twachtman muriera en 1902, William Merritt Chase se unió al grupo en su lugar. Se requería la aprobación unánime de todos para admitir a un nuevo miembro en la sociedad. También se decidió que nunca habría menos de diez miembros activos para que el grupo permaneciera activo.
Durante veinte años, The Ten exhibió en Nueva York, Boston, Filadelfia y otras ciudades estadounidenses. Después se disolvió por muerte de sus miembros y falta de interés público.

## Galería

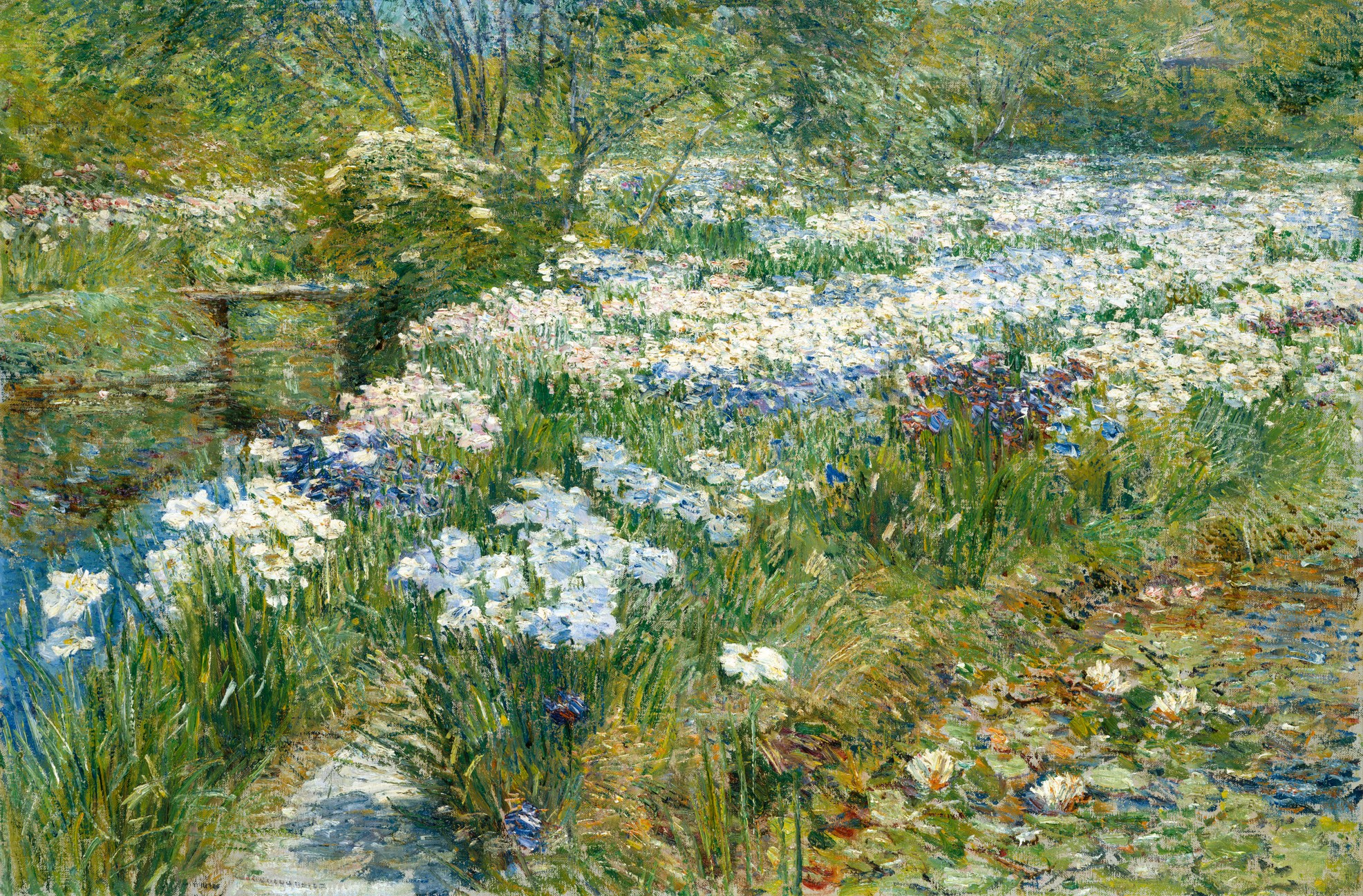
Childe Hassam - The Water Garden - 1909
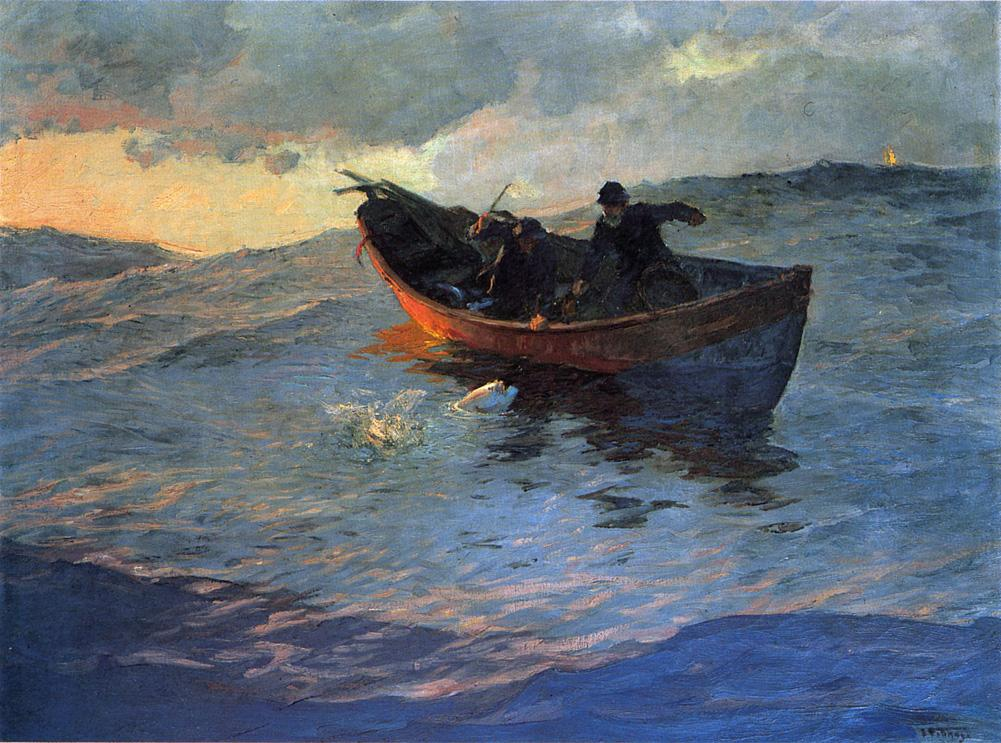
Willard Leroy Metcalf - On the Suffolk Coast
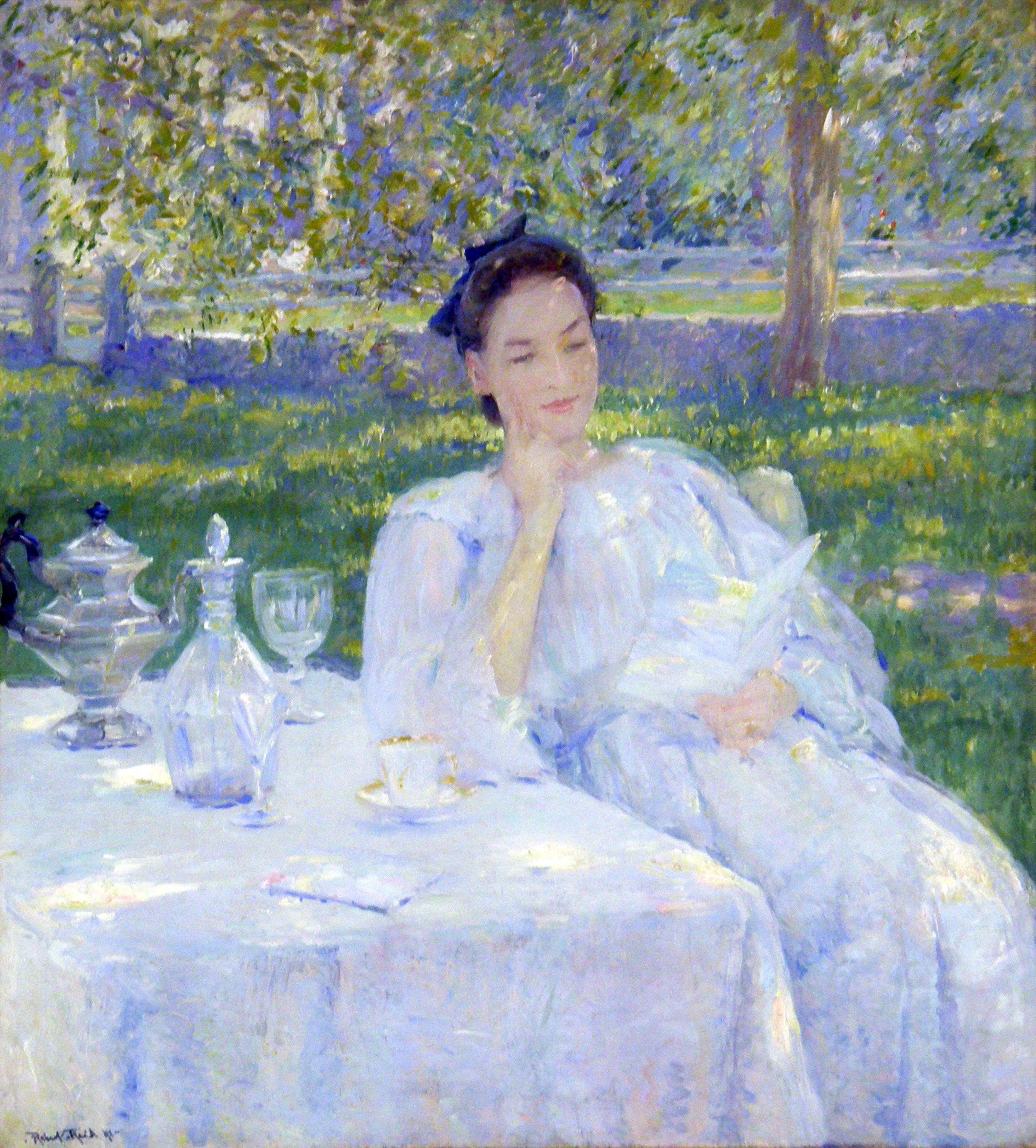
In the Garden - Robert Reid
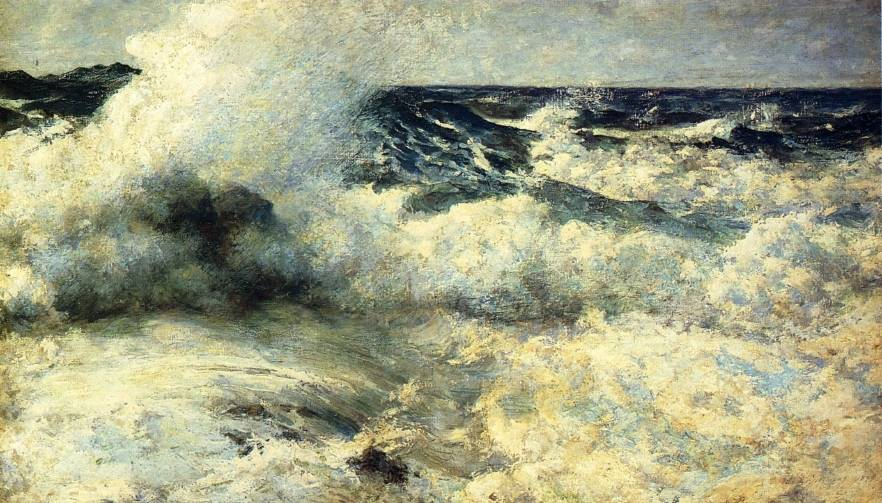
High Sea, 1895 - Edward Simmons
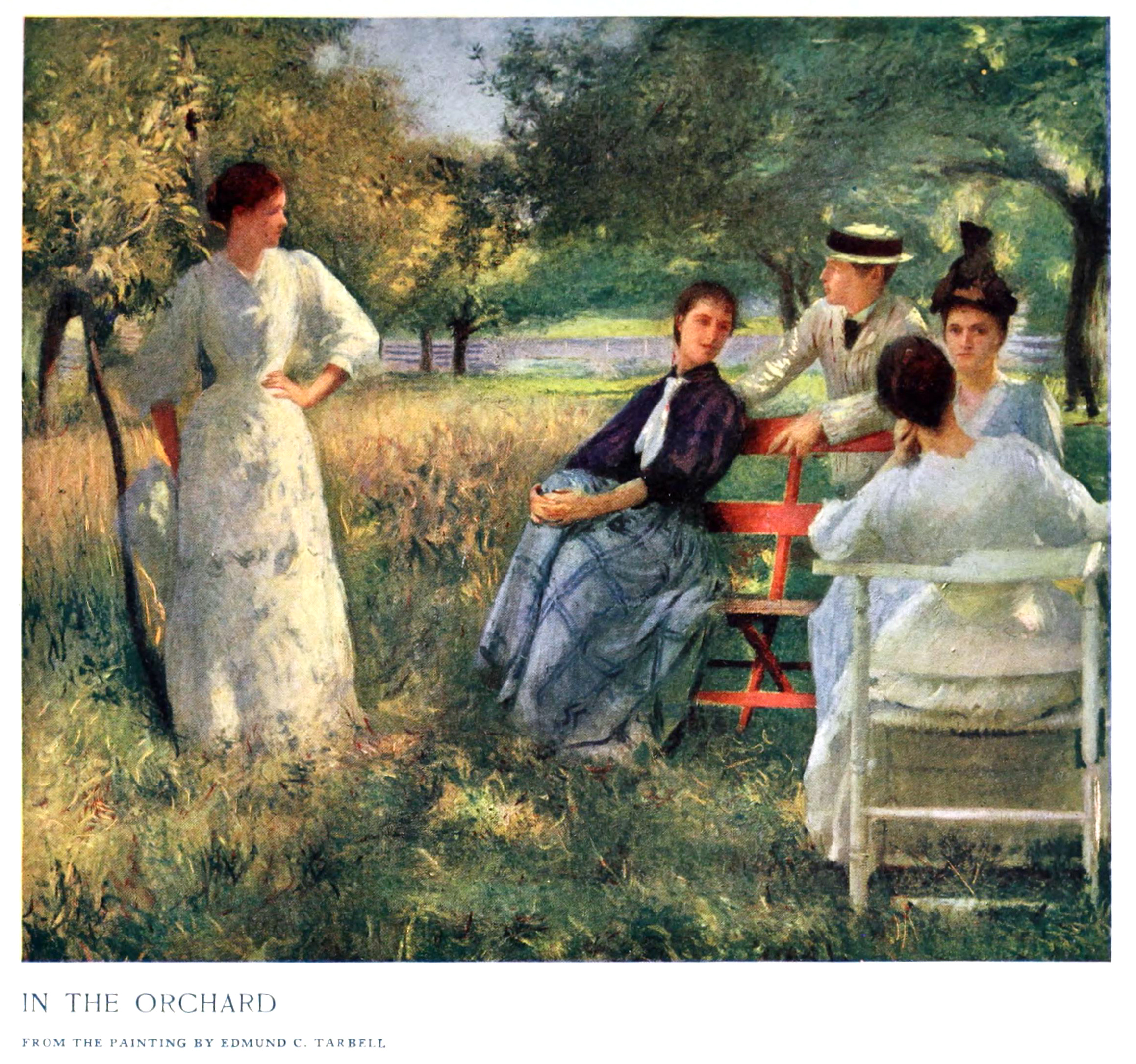
In the Orchard - Edmund C Tarbell
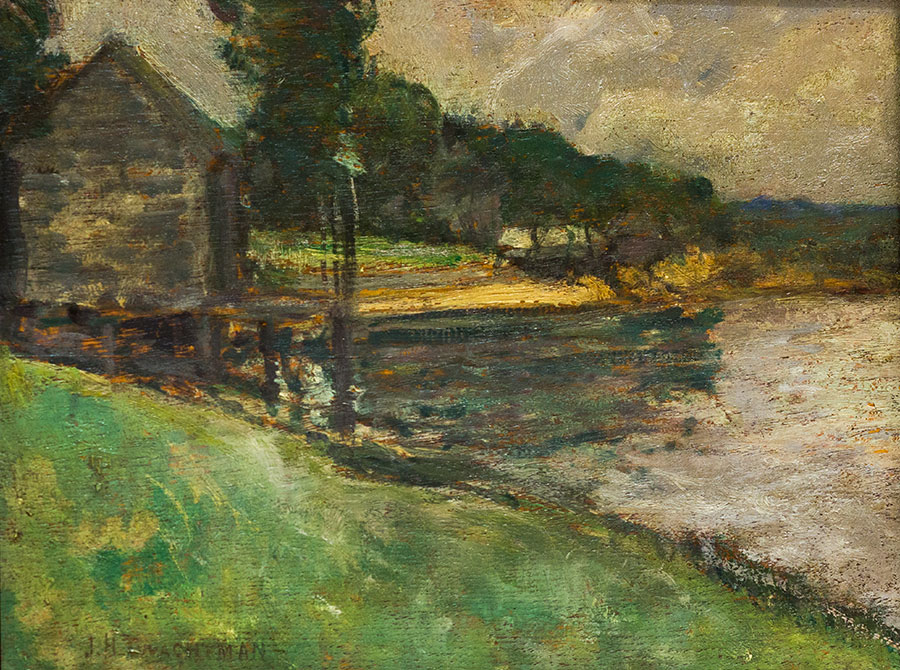
John Henry Twachtman - Paisaje
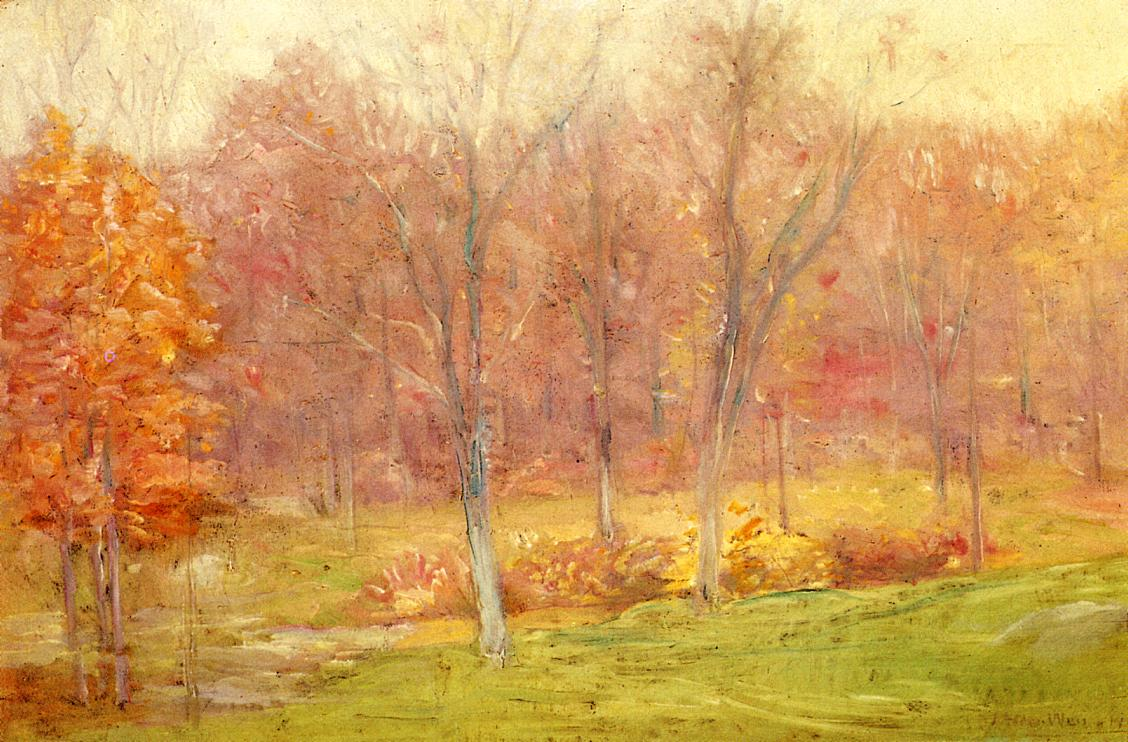
Julian Alden Weir Autumn Rain

- Datos: Q1971798
- Multimedia: Ten American Painters / Q1971798